# Pierre Backman
Charles Pierre Backman, född 20 juli 1892 i Kalmar, död 5 november 1969 i Helga Trefaldighets församling i Uppsala, var en svensk chefredaktör.
Backman, som var son till regementsläkaren Alfred Backman och Ida Nyberg, blev juris kandidat vid Uppsala universitet 1917 och studerade vid Münchens universitet 1918. Han blev medarbetare i Stockholms-Tidningen 1919, chefredaktör och ansvarig utgivare av Sydsvenska Dagbladet Snällposten 1931, dess Londonredaktör 1935, för Göteborgs-Posten 1940, för Dagen 1945 och chefredaktör för sistnämnda tidning 1952–1957. 
Backman var medarbetare i BBC:s europeiska sändningar 1940, assistant programme organizer 1945, företog studieresor till de flesta europeiska länder och anordnade för Stockholms-Tidningen de första offentliga rundradiodemonstrationerna i Stockholm 1922. Han var medlem av utställningskommittéerna för bland annat svenska konstutställningen i Budapest 1926, ungerska konstutställningen på Liljevalchs konsthall 1928 och silverutställningen på Malmöhus 1932.
Backman var Publicistklubbens representant vid journalistmötena i Tallinn 1928 och i Riga 1930. Han var medstiftare av Svenska radioklubben, svensk-ungerska, svensk-polska, svensk-estniska och svensk-lettiska föreningarna, styrelseledamot av bland annat Svenska aeroklubben i Skåne, Skånes turisttrafikförbund och Malmö museum, utländsk ledamot av Académie Lafontaine i Budapest 1925, Estlands journalistförbund 1928, Lettlands författar- och journalistförbund 1930. Han var redaktör för Stockholms-Tidningens jubileumsnummer 1926.
Backman är begravd på Uppsala gamla kyrkogård.